# Vladímiros Vállas
Vladímiros Vállas (grec moderne : Βλαδίμηρος Βάλλας), né en 1912 à Vladivostok, en République socialiste fédérative soviétique de Russie et mort le 26 janvier 1988, est un joueur, entraîneur et dirigeant grec de basket-ball. 